# Abronia smithi
Abronia smithi är en ödleart som beskrevs av  Campbell och FROST 1993. Abronia smithi ingår i släktet Abronia och familjen kopparödlor. Inga underarter finns listade i Catalogue of Life.
Arten förekommer i sydvästra Mexiko i delstaten Chiapas. Den vistas i bergstrakter och på högplatå mellan 1800 och 2800 meter över havet. Dessa ödlor lever främst i molnskogar. De behöver höga träd för att gömma sig.
Beståndet hotas i viss mån av skogsröjningar. Hela populationen bedöms som stabil. IUCN kategoriserar arten globalt som livskraftig.